# Edwin Ifeanyi
Edwin Ifeanyi (n. 28 aprilie 1972, Camerun) este un fost fotbalist camerunez.
În 1994, Ifeanyi a jucat 2 meciuri pentru echipa națională a Camerunului.

## Statistici
| Camerun | Camerun | Camerun |
| An      | Meciuri | Goluri  |
| ------- | ------- | ------- |
| 1994    | 2       | 0       |
| Total   | 2       | 0       |